# Сајмон Тејлор
Сајмон Тејлор (енгл. Simon Taylor; 17. август 1979) бивши је професионални шкотски рагбиста и репрезентативац.

## Каријера
Његова примарна позиција је била чеп, али је повремено играо и крилног у трећој линији скрама, а играо је и у другој линији скрама.

### Клупска каријера
У каријери је играо за три клуба. За Единбург у келтској лиги, за Бат у премијершипу и за Стад Франс у француској првој лиги.

### Репрезентација Шкотске и "Британски и ирски лавови"
Прошао је млађе селекције Шкотске, а репрезентацију до 19 година је предводио као капитен на светском првенству за младе 1998. За сениорску репрезентацију Шкотске дебитовао је у тест мечу против САД 2000. Био је део британских и ирских лавова на две турнеје (2001, 2005). Први есеј у дресу Шкотске постигао је против Канаде у тест мечу 2002. Први есеј на домаћем терену - Марејфилду, постигао је против Велса 2003. Био је део селекције Шкотске на два светска купа (2003, 2007). На мечу против Ирске у купу шест нација, повредио је колено 2004. Играо је и за рагби 7 репрезентацију Шкотске.

## Приватан живот
После играчке каријере, почео је да ради у хотелијерству.